# Perkins Canyon
Perkins Canyon är en dal i Antarktis. Den ligger i Västantarktis. Inget land gör anspråk på området.